# Islám v Norsku

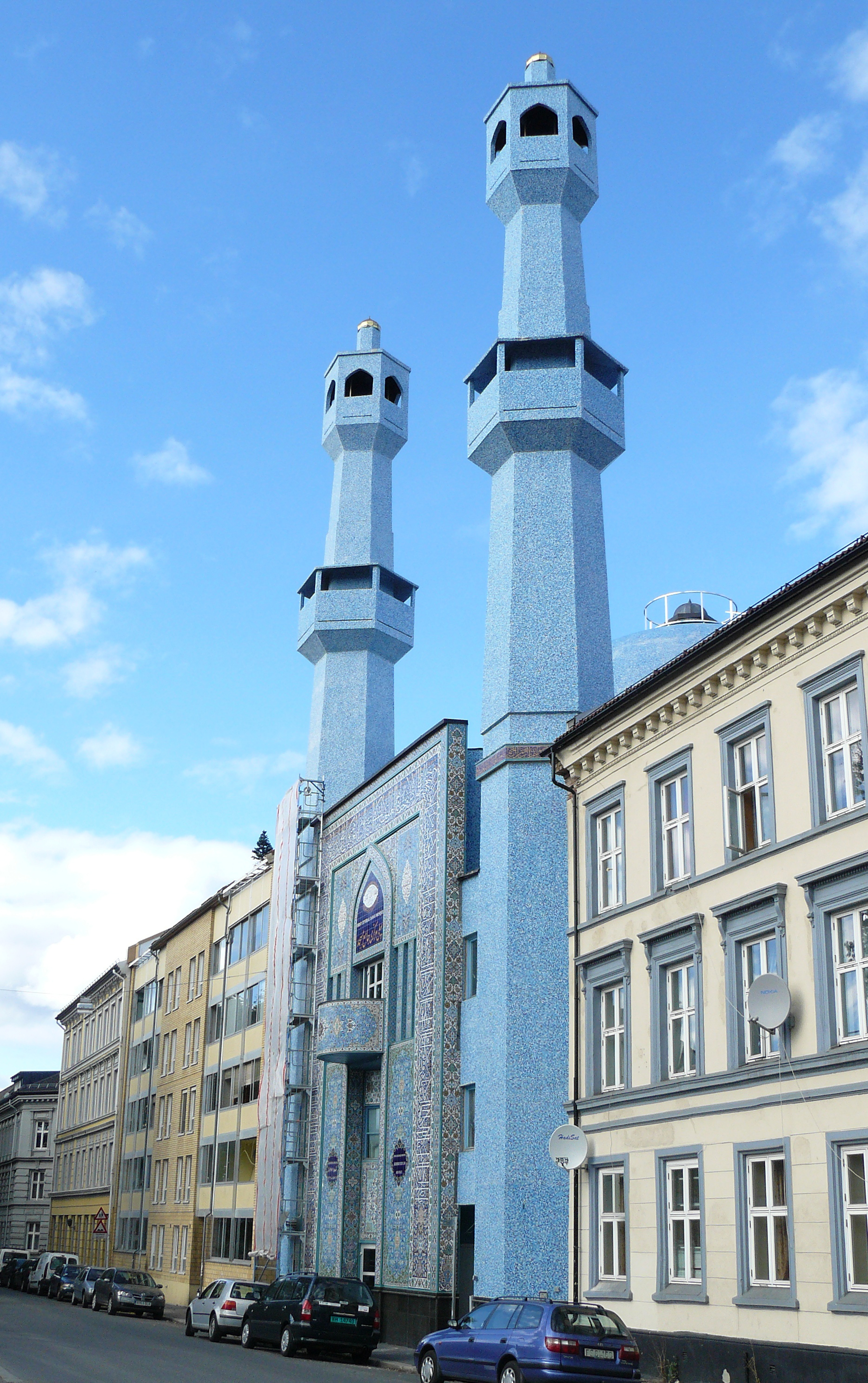
Mešita Světové islámské mise v Oslu

Islám v Norsku je druhé nejrozšířenější náboženství v zemi, následující po křesťanství.

## Popis
K islámu se podle úředních údajů hlásí 2,4 % obyvatel Norska, nicméně jiné zdroje hovoří o 1-3,7%. Většinou jde o sunnity, menšina vyznává šíu. Největší skupina norských muslimů pochází z Pákistánu a Somálska. Populace norských muslimů se soustřeďuje v oblastech Osla a Akershusu, kde žije 55% muslimské populace v Norsku. V roce 2013 norské vládní statistiky evidovaly 120 882 členů muslimského shromáždění v Norsku, o 7,7% více než v roce 2012.

## Galerie mešit

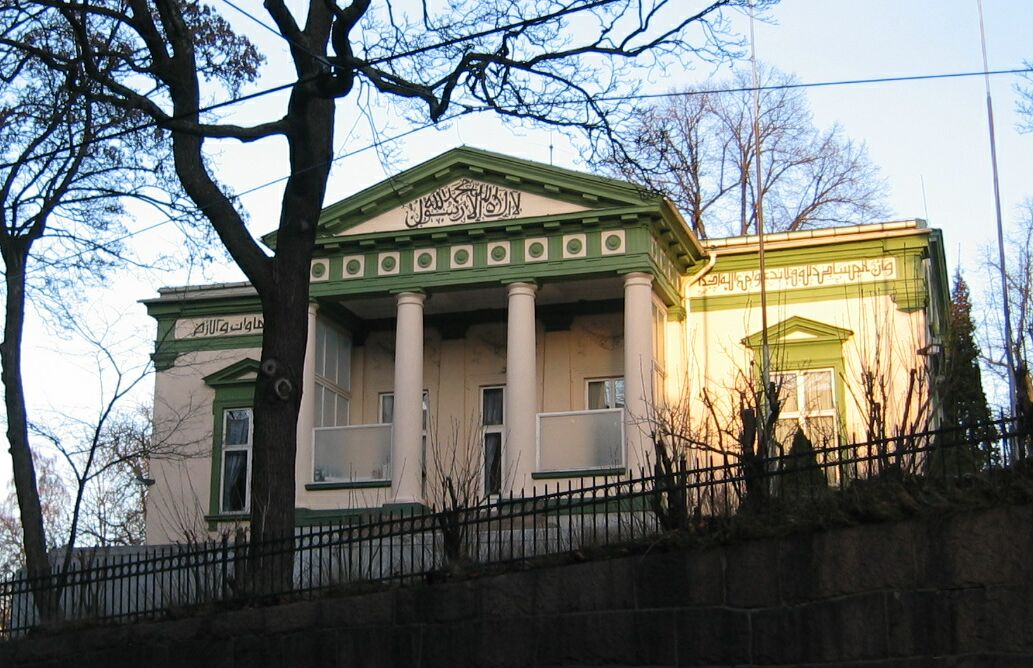
Mešita v Oslu
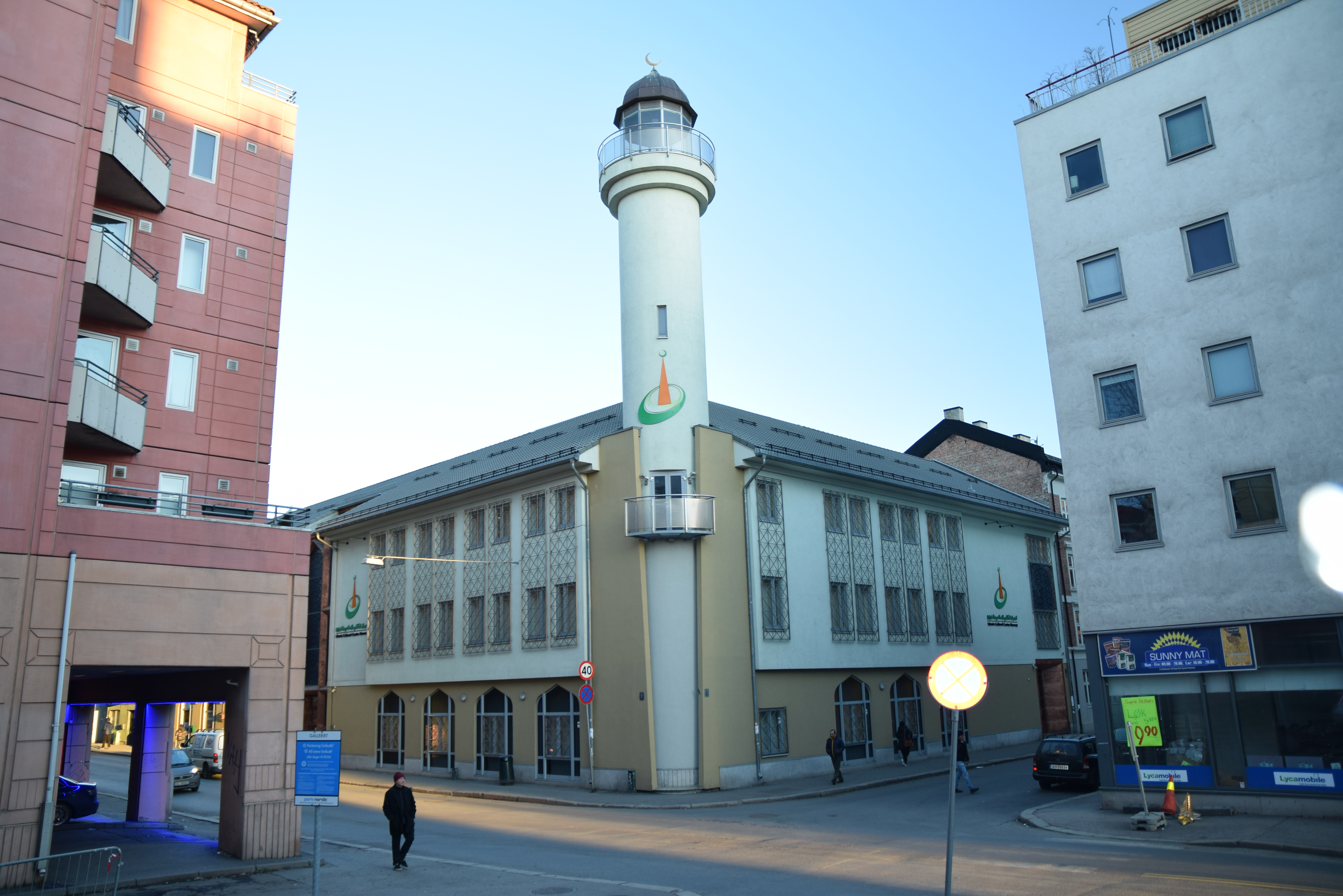
Mešita v Oslu
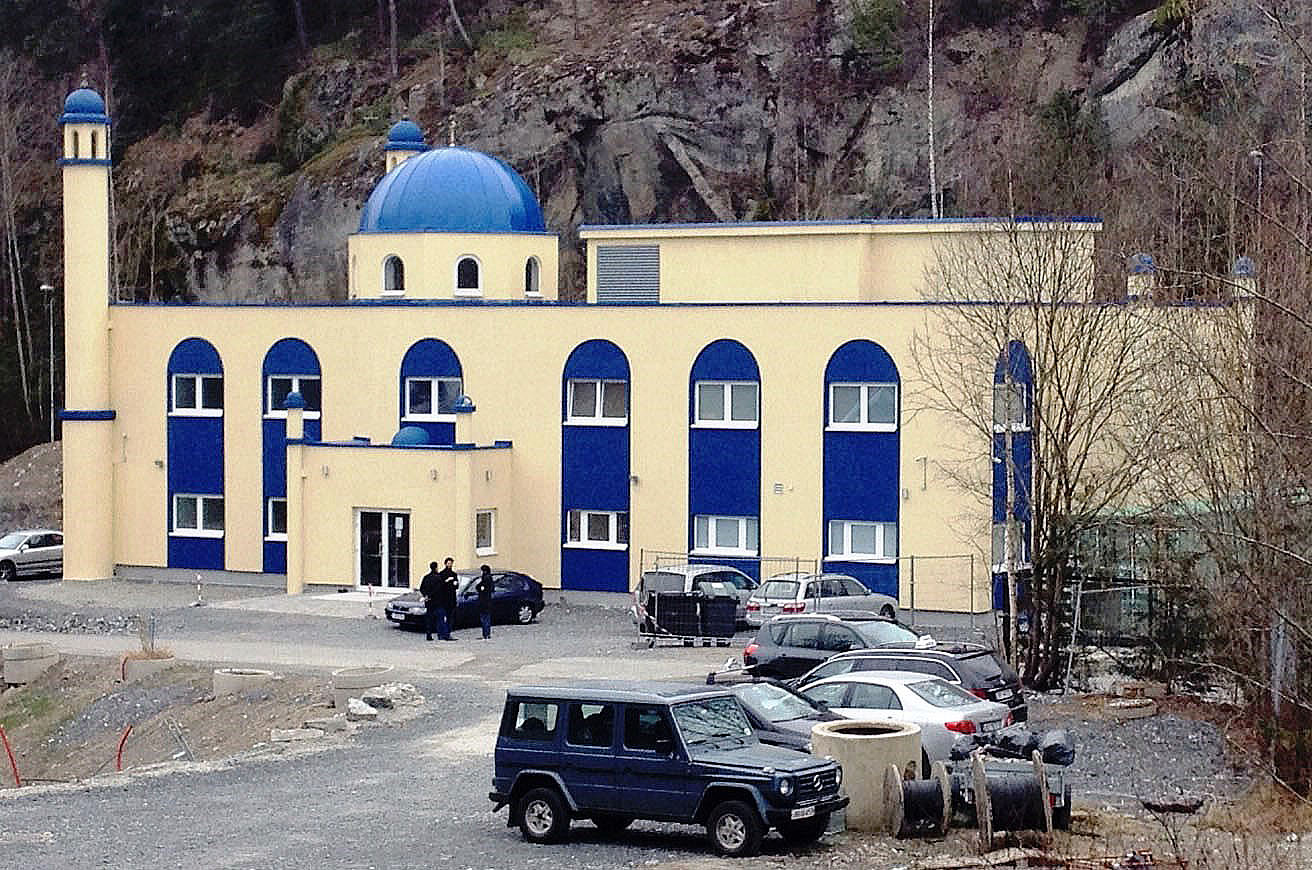
Mešita v Oslu
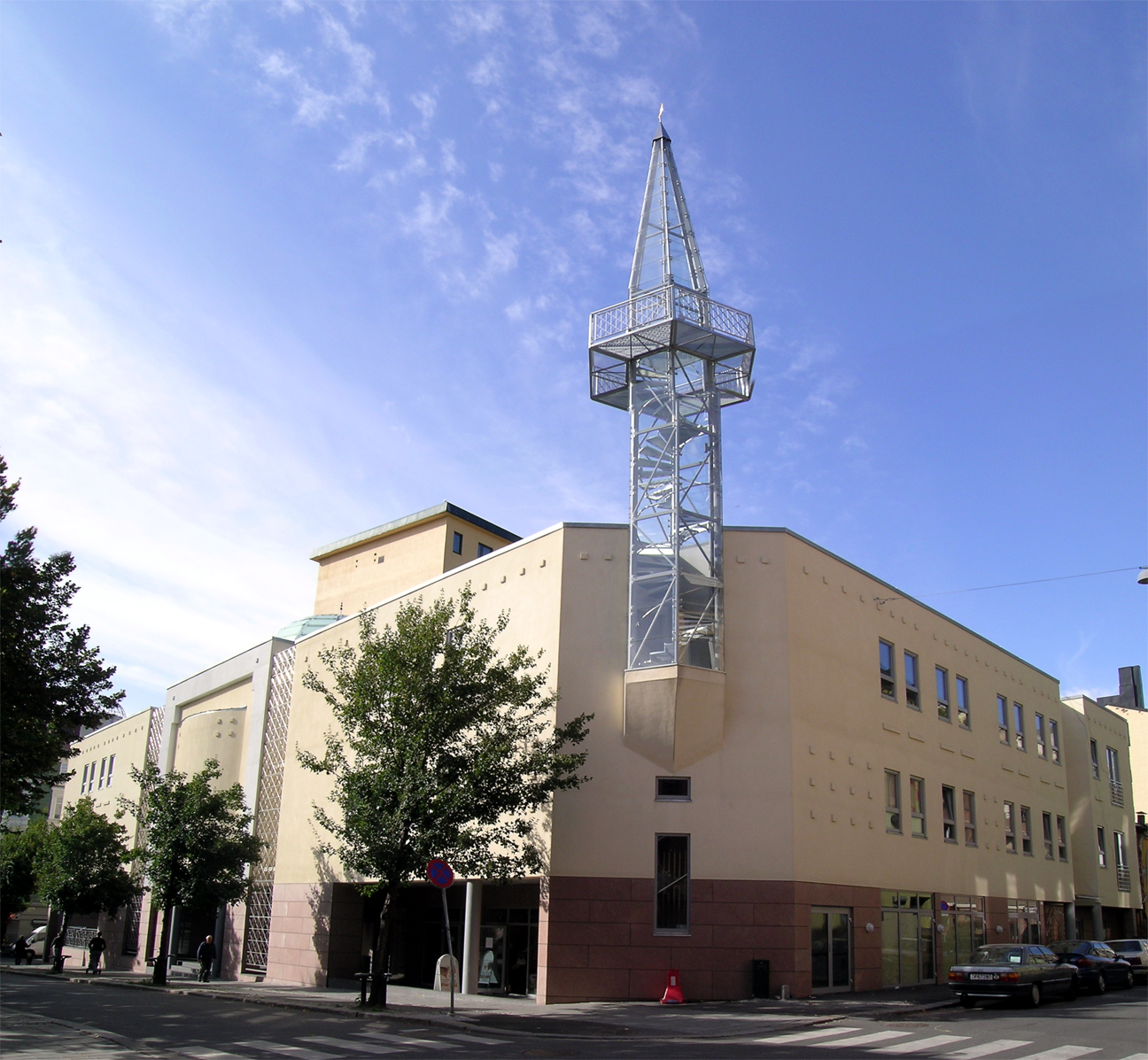
Mešita v Oslu
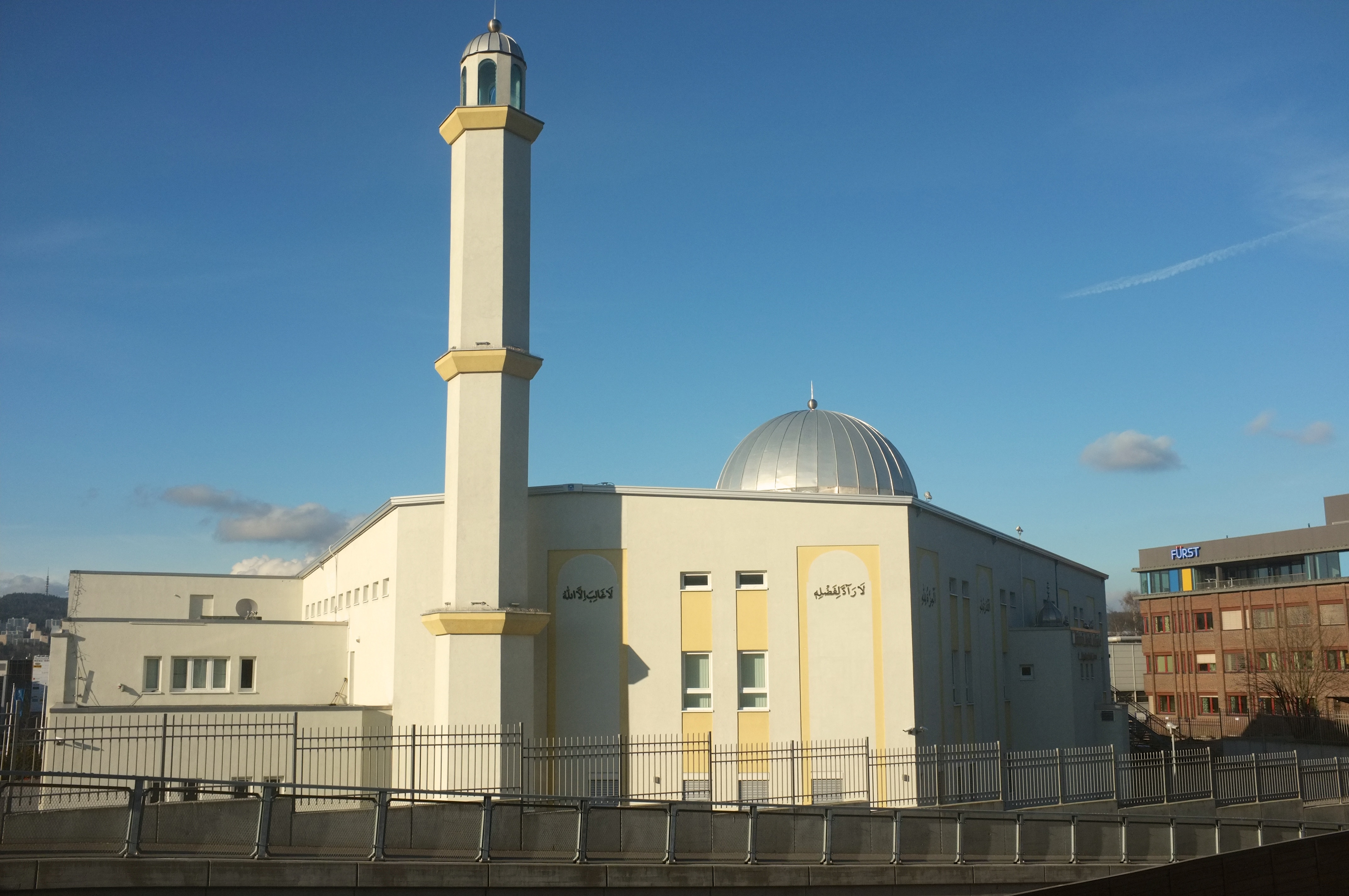
Mešita v Oslu